# Ryne Sandberg
Ryne Dee Sandberg (Spitzname: Ryno) (* 18. September 1959 in Spokane, Washington; † 28. Juli 2025) war ein US-amerikanischer Baseballspieler, der von 1981 bis 1997 in der Major League Baseball (MLB) aktiv war. Sein erstes Spiel bestritt er am 2. September 1981 für die Philadelphia Phillies. Er bestritt jedoch bei den Phillies nur 13 Spiele, bevor er 1982 zu den Chicago Cubs gewechselt wurde. Im Trikot der Cubs beendete er seine Karriere; die Nummer 23 wird von den Chicago Cubs zu seinen Ehren nicht mehr vergeben. Sein Neffe Jared Sandberg spielte ebenfalls in der MLB.
Im Jahr 2005 wurde Ryne Sandberg in die Baseball Hall of Fame gewählt.